# راسموس ویگو بروندال
راسموس ویگو بروندال (به دانمارکی: Viggo Brøndal) (زادهٔ ۱۳ اکتبر ۱۸۸۷ – درگذشتهٔ ۱۴ دسامبر ۱۹۴۲) زبان‌شناس دانمارکی و استاد زبان‌های رومی‌تبار در دانشگاه کپنهاگ بود. او به‌همراه لوئیس ترول یلمسلف، مکتب زبان‌شناسی کپنهاگ را پایه‌گذاری کرد.

## پیشینه
بروندال فیلسوف زبان و زبان‌شناس دانمارکی بود که تحصیلات خود را با فیلولوژی یا فقه‌اللغه آغاز کرد و چیزی نگذشت که به موضوعات نظری علاقه‌مند شد. هرلد هوفدیگ، فیلسوف آلمانی او را با مبانی مقولات فلسفی آشنا کرد که درواقع این مطالعات سنگ بنای نظریهٔ او در مورد زبان‌شناسی ساختگرا بود. این پیشینه باعث شد او در دوران تحصیل خود در پاریس(۱۹۱۳-۱۹۱۲)، با نظریات پیش‌ساختارگرایان (از قبیل آنتوان میه) نیز آشنا شود. او همانطور که مشغول پایه‌ریزی نظریهٔ جامعه‌شناسی-محور خود در باب تاریخ زبان بود، کتاب دروسی در زبان‌شناسی عمومی از سوسور را به محض انتشار خواند. او در این کتاب خود بسیاری از مطالب موجود در کتاب سوسور را به صورت پاورقی آورده است. 